# Jayaprakash Narayan

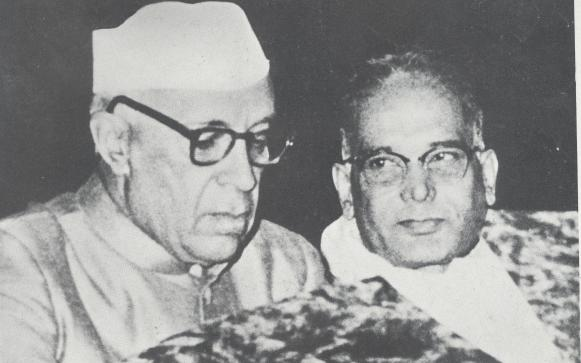
Jayaprakash Narayan (rechts) mit Jawaharlal Nehru in den 1950ern

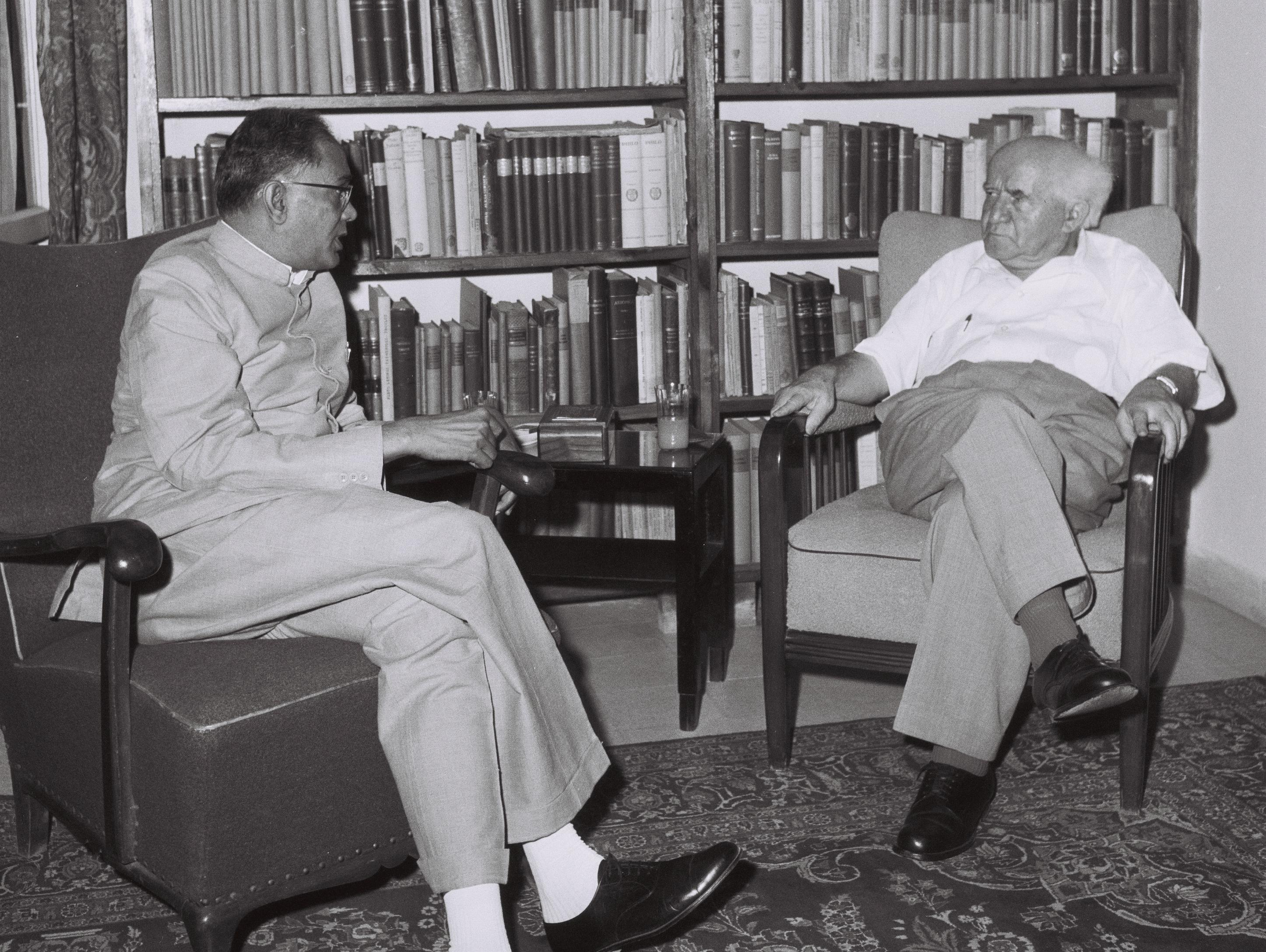
Jayaprakash P. Narayan mit dem israelischen Premierminister David Ben-Gurion in Tel Aviv, 1958

Jayaprakash Narayan (Ausspracheⓘ, Hindi जयप्रकाश नारायण, Jayaprakāś Nārāyaṇ; * 11. Oktober 1902 in Sitabdiara, Distrikt Ballia, Uttar Pradesh; † 8. Oktober 1979 in Patna, Bihar) war ein indischer sozialistischer Aktivist und Freiheitskämpfer.

## Leben
Narayan wurde in einem kleinen Dorf im heutigen westlichen Bihar geboren. Seine Schulbildung erhielt er überwiegend in Patna und er kam frühzeitig mit der indischen Autonomiebewegung unter Mohandas Gandhi in Kontakt. Narayan studierte in den USA und kam dort mit dem Marxismus in Berührung. Nach seiner Rückkehr nach Indien wurde er dort rasch politisch aktiv. Er heiratete die Freiheitskämpferin Prabhavati Devi. 1934 war er einer der Mitbegründer der Congress Socialist Party (CSP), einer sozialistischen Gruppierung innerhalb des Indischen Nationalkongresses, deren Generalsekretär Narayan von 1934 bis 1948 war. Innerhalb des Kongresses kämpfte er für eine sozialistische Politik und stand Mohandas Gandhis Forderung nach absoluter Gewaltlosigkeit skeptisch gegenüber. 1942 gehörte er mit der CSP zu den aktivsten Organisatoren der „Quit India“-Bewegung. Nach der Unabhängigkeit Indiens verschärften sich die innerparteilichen Gegensätze in der Kongresspartei und die Sozialisten unter Narayan verließen diese 1948 und gründeten eine eigene Partei, die Sozialistische Partei Indiens.
Narayan wurde vor allem bekannt aufgrund seiner Rolle in den 1970er Jahren als politischer Gegenspieler der Premierministerin Indira Gandhi. 1974 proklamierte er in Bihar die „totale Revolution“ (total revolution), die einen grundlegenden sozialistischen Umbau der indischen Gesellschaft beinhalten sollte. Vor dem Hintergrund einer chronischen Wirtschaftskrise, hoher Arbeitslosigkeit und Perspektivlosigkeit für die Jugend entstand eine Massenbewegung, die unter dem Namen Bihar movement (Sampurna kranti, „Bihar-Bewegung“) bekannt wurde. Diese sozialrevolutionäre Bewegung war eine der wesentlichen Gründe, warum Indira Gandhi 1975 den Ausnahmezustand erklären ließ. Während der Zeit des Ausnahmezustandes 1975–77 wurde Narayan zusammen mit Zehntausenden anderen inhaftiert. In der Haft erkrankte er an Nierenversagen, so dass er für den Rest seines Lebens dialysepflichtig wurde. Nach Wiederaufhebung des Ausnahmezustandes spielte er eine wichtige Rolle bei der Formierung der Janata Party als Opposition gegen Indira Gandhis Kongresspartei. 
Er erhielt 1965 den Ramon-Magsaysay-Preis und 1998 postum den indischen Staatsorden Bharat Ratna. 1979 erschien sein Gefängnistagebuch.
Ihm ist außerdem der Titel „Narayan“ der Band The Prodigy gewidmet.